# Apostolstwo Chorych (miesięcznik)
Apostolstwo Chorych − katolicki miesięcznik poruszający problematykę duchowości i duszpasterstwa osób chorych, wydawany w Katowicach. Redakcja znajduje się w Katowicach przy ul. M. Skłodowskiej-Curie 30/1.

## Historia
Czasopismo powstało z inicjatywy stowarzyszenia o tej samej nazwie i było wydawane we Lwowie w latach 1930–1939. Redakcja znajdowała się na ul. Batorego 6. Po II wojnie światowej siedzibę Apostolstwa Chorych przeniesiono do Katowic. Najpierw mieściła się ona na ul. Plebiscytowej 49a, potem przy ul. Wita Stwosza 16. Pierwszy powojenny numer ukazał się we wrześniu 1946. Z uwagi na stan wojenny nie ukazały się dwa numery pisma (styczeń i luty 1982).
Nakład wynosił odpowiednio: w 1946 (wrzesień) – 10 tys. egzemplarzy, w 1972 – 25 tys. egzemplarzy, w 1977 – 30 tys. egzemplarzy, w 1998 – 55 tys. egzemplarzy, a od 20 lat utrzymuje się na poziomie 50 tys. egzemplarzy.

## Redaktorzy
Kolejnymi redaktorami miesięcznika byli:
- ks. Michał Rękas (1930–1964)
- ks. Jan Szurlej (1964–1982)
- ks. Henryk Sobczyk (1982–1986)
- ks. Czesław Podleski (1986–2001)
- ks. Stanisław Michałowski (2001–2011).

Krajowy Duszpasterz Apostolstwa Chorych jest jednocześnie redaktorem naczelnym czasopisma.
Redaktorem naczelnym jest ks. dr Wojciech Bartoszek z archidiecezji katowickiej.